# Semiothisa agraptus
Semiothisa agraptus är en fjärilsart som beskrevs av Schultz 1930. Semiothisa agraptus ingår i släktet Semiothisa och familjen mätare. Inga underarter finns listade i Catalogue of Life.